# 2,3-Oxidosqualen
(S)-2,3-Oxidosqualen [auch (S)-2,3-Epoxy-2,3-dihydrosqualen] ist ein Zwischenprodukt bei der Synthese der Zellmembran-Sterin-Präkursoren Lanosterin und Cycloartenol, sowie der Saponine. Es bildet sich durch Oxidation von Squalen durch das Enzym Squalenmonooxygenase. 2,3-Oxidosqualen ist das Substrat verschiedener Oxidosqualencyclasen, wie die Lanosterinsynthase, welche Lanosterin, eine Vorstufe zu Cholesterin, produziert.
Der Stereoisomer 2,3-(R)-Oxidosqualen ist ein Hemmer der Lanosterinsynthase.